# Хор: Живий концерт у 3D
Хор: Живий концерт у 3D (англ. Glee: Glee: The 3D Concert Movie) — документальний фільм режисера Кевіна Танчароен, знятий у форматі 3D під час чотиритижневого концертного туру Glee Live! In Concert акторів американського музичного телесеріалу «Хор»!, Де вони постають в образі своїх персонажів.

## Синопсис
У фільмі показаний живий концерт хору «Нові напрямки» вигаданої школи МакКінлі, що проводиться в Іст-Рутерфорді, Нью-Джерсі, з сет-листом першого і другого сезонів телесеріалу . 
Крім виступів, у фільм включені залаштункові знімання, а також фільмування шанувальників, що показують, як серіал впливає на фанатів: гомосексуала, підлітка з синдромом Аспергера і учасницю команди підтримки, яка комплексує через те, що вона - дівчина-карлик. 

## У ролях
- Діанна Агрон – Куїнн Фабре
- Крістофер Колфер  – Курт Гаммел
- Даррен Крісс  – Блейн Андерсон
- Ешлі Фінк – Лоурен Зайзіс
- Кевін Макгейл – Арті Абрамс
- Ембер Райлі – Мерседес Джонс
- Ліа Мішель – Рейчел Беррі
- Корі Монтейт – Фінн Гадсон
- Гізер Морріс – Бріттані Пірс
- Корд Оверстріт – Сем Еванс
- Ная Рівера – Сантана Лопес
- Марк Саллінг – Ной «Пак» Пакерман
- Гаррі Шам-молодший – Майк Чанґ
- Гвінет Пелтроу – Голлі Голлідей
- Джейн Лінч – Сью Сильвестр